# Flabellina (protista)
Flabellina es un género de foraminífero bentónico de la subfamilia Palmulinae, de la familia Vaginulinidae, de la superfamilia Nodosarioidea, del suborden Lagenina y del orden Lagenida. Su especie tipo es Flabellina rugosa. Su rango cronoestratigráfico abarca desde el Toarciense (Jurásico inferior) hasta el Pleistoceno.

## Clasificación
Flabellina incluye a las siguientes especies:
- Flabellina abei †
- Flabellina alisonae †
- Flabellina annuligera †
- Flabellina athadona †
- Flabellina baudouiniana †
- Flabellina coranica †
- Flabellina cuneata †
- Flabellina cushmani †
- Flabellina foliacea †
- Flabellina franconica †
- Flabellina gahannamensis †
- Flabellina harpa †
- Flabellina henbesti †
- Flabellina insignis †
- Flabellina jurensis †
- Flabellina lacostei †
- Flabellina marshalli †
- Flabellina robusta †
- Flabellina rugosa †
- Flabellina rugosiformis †
- Flabellina sagittaria †
- Flabellina schackoi †
- Flabellina semireticulata †
- Flabellina tenuistriata †
- Flabellina toarciensis †
- Flabellina vermicornis †